# Gereformeerde kerk (Rottevalle)
De gereformeerde kerk is een kerkgebouw in Rottevalle in de Nederlandse provincie Friesland.

## Beschrijving
De eerste steen van de gereformeerde werd gelegd op 14 mei 1937. Het kerkgebouw verving een kerk uit 1874. De zaalkerk met expressionistische elementen en de pastorie zijn gebouwd naar plannen van T. van der Kooi. In 1950 en 1971 is de kerk aan de achterzijde gewijzigd. Het kerkgebouw en de tuinmuur zijn rijksmonumenten. Het interieur wordt gedekt door een houten spitsbooggewelf. Er bevinden zich ramen met glas in lood. Het huidige orgel is opgebouwd uit twee orgels van Jos Vermeulen en verving een ouder orgel (1937–1996) van Valckx & Van Kouteren.

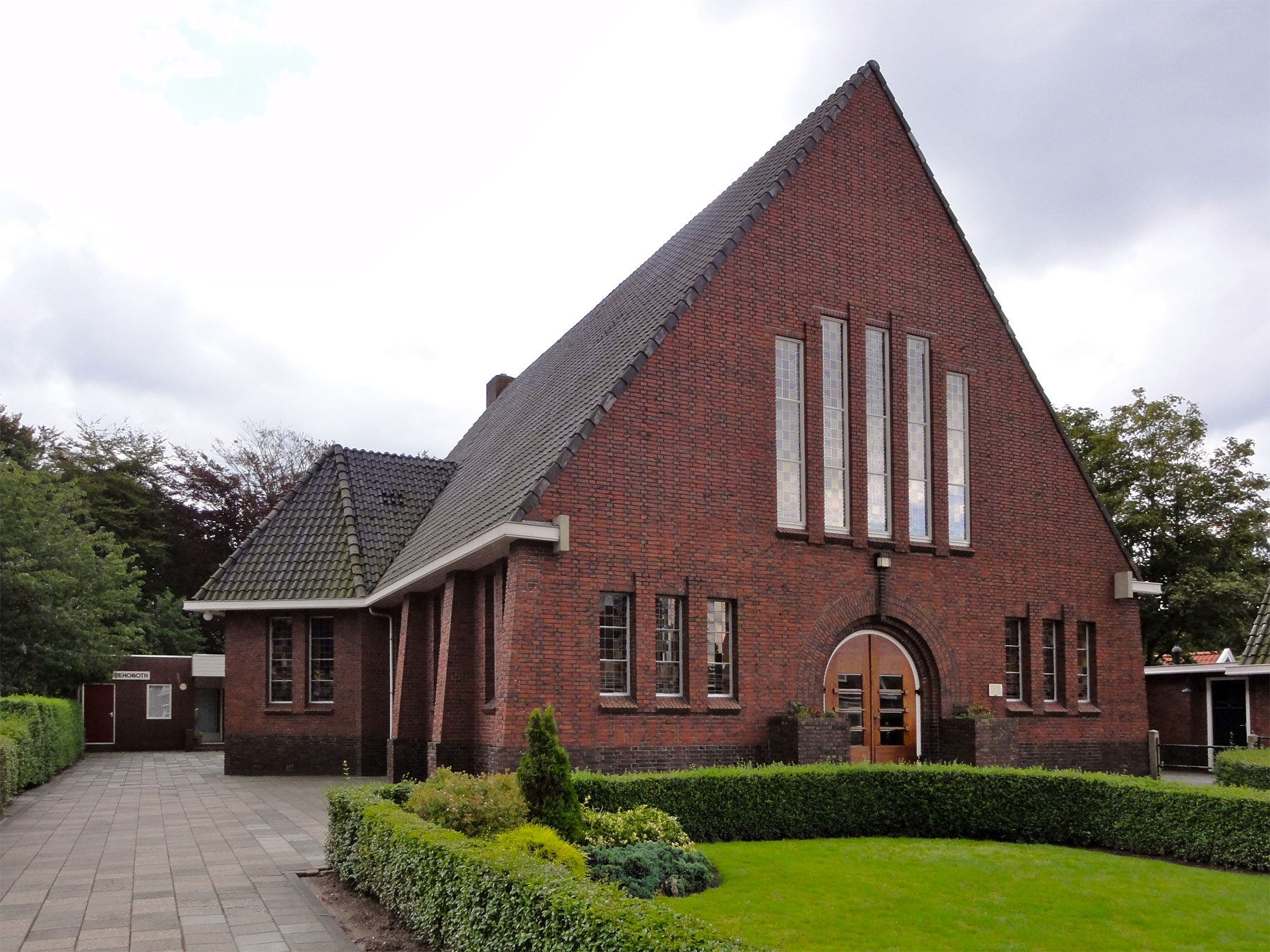
Kerk in 2010
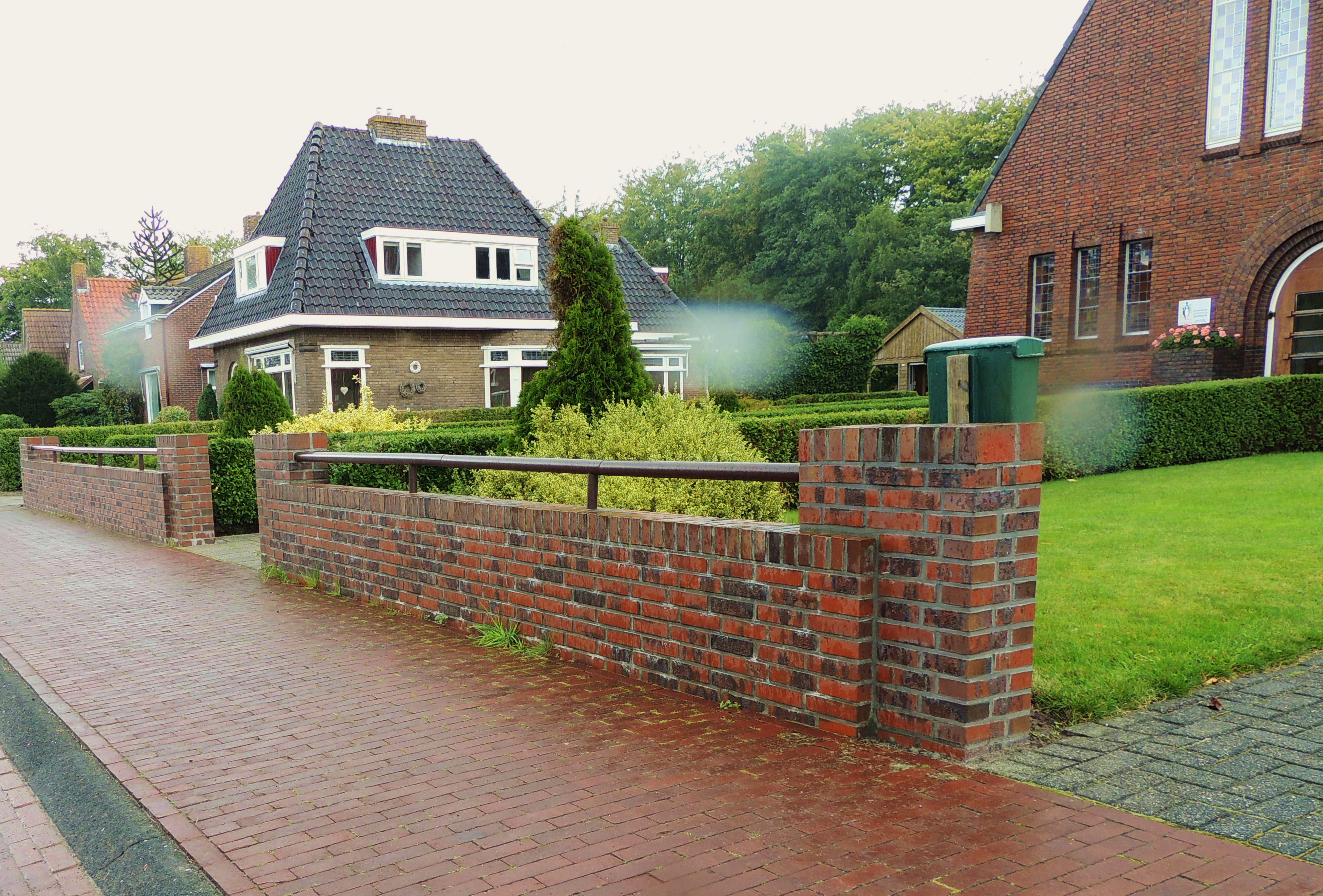
Tuinmuur